# Sha'Carri Richardson
Sha'Carri Richardson, född 25 mars 2000 i Dallas, är en amerikansk friidrottare som tävlar i kortdistanslöpning.

## Karriär
Vid världsmästerskapen i friidrott 2023 i Budapest ingick Richardson i USA:s stafettlag på 4 × 100 meter som tog hem guldmedaljen. Vid samma mästerskap vann hon även guld på 100 meter och brons på 200 meter. Vid OS 2024 tog hon silver på 100 meter och guld på 4 x 100 meter.

## Kontrovers
I samband med de amerikanska OS-uttagningarna i juni 2021, där Richardson bland annat vann 100 meter, lämnade hon ett positivt test för bruk av cannabis. Hennes resultat vid uttagningarna ströks vilket innebar att hon inte fick delta vid OS i Tokyo 2020.